# Leonid Bartenev
Leonid Bartenev, född 10 oktober 1933 i Poltava, Ukrainska SSR, Sovjetunionen, död 17 november 2021 i Moskva, var en ukrainsk friidrottare inom löpning som tävlade för Sovjetunionen.
Bartenev blev olympisk silvermedaljör på 4 x 100 meter vid sommarspelen 1960 i Rom.